# محوطه چاه دوازده امام
محوطه چاه دوازده امام مربوط به دوره ساسانیان است و در شهرستان گیلانغرب، بخش مرکزی، ۶۵۰ متری غرب شهر گیلانغرب واقع شده و این اثر در تاریخ ۲۶ اسفند ۱۳۸۷ با شمارهٔ ثبت ۲۵۷۵۷ به‌عنوان یکی از آثار ملی ایران به ثبت رسیده است.